# فيمي جون فيمي
فيمي جون فيمي (بالإنجليزية: Femi John Femi)‏ هو قائد مروحية ‏ نيجيري، ولد في 30 ديسمبر 1945 في ولاية كوجي في نيجيريا.